# Одаркино
Ода́ркино (чув. Отарккă) — деревня в Чуманкасинском сельском поселении Моргаушского района Чувашии.

## Население
| 2010 | 2012 |
| ---- | ---- |
| 465  | ↗470 |

### Динамика численности
- 1859 — 56 жителей;
- 1906 — 159 жителей;
- 1926 — 187 жителей;
- 1939 — 241 жителей;
- 1979 — 532 жителей;
- 2002 — 405 жителей;
- 2010 — 465 жителей.

## География
Одаркино расположено в вреховьях реки Сорма, примерно в 6 км к юго-западу от райцентра Моргауши и в 57 км от Чебоксар.

## История
По сведениям за 1866 год жители деревни имели статус государственных крестьян, занимавшихся земледелием, животноводством, ремёслами. Одаркино входило, до 1927 года, в состав Тораевской волости Ядринского уезда Казанской губернии (с 24 июня 1920 года уезд — Чувашской АО, с 21 апреля 1925 года — Чувашской АССР). В 1927 году уезды были упразднены и селение передано в состав Татаркасинского района (16 января 1939 года переименованного в Сундырский, в 1929 году был создан колхоз «Энгельс». 17 марта 1939 года Одаркино передано в состав Советского (упразднён в 1956 году), в 1944 году — Моргаушского, в 1959 году — вновь в составе Сундырского, с 1962 года — в Ядринский район, в 1963-м — в Чебоксарский, в 1964 году — возвращён в состав Моргаушского района.